# Андгуладзе Давид Ясонович
Дави́д Ясо́нович Андгула́дзе (15 жовтня 1895, Бахві — 29 листопада 1973, Тбілісі) — грузинський радянський оперний співак (драматичний тенор) і музичний педагог, професор з 1958 року. Батько оперного співака Нодара Андгуладзе.

## Життєпис
Народився 3 [15] жовтня 1895 року в селі Бахві (нині Озургетський муніципалітет Гурії, Грузія) в сім'ї селянина. 1927 року закінчив Тбіліську консерваторію (клас професора Євгена Вронського).
З 1925 року виступав у Грузинській оперній студії під керівництвом Костянтина Марджанішвілі. 1926 року дебютував у партії Річарда (опера «Бал-маскарад» Джузеппе Верді) на сцені Грузинського театру опери та балету. Був солістом: протягом 1927—1929 років Оперного театру імені Костянтина Станіславського у Москві; у 1929—1933 — Грузинського театру опери та балету; у 1933—1935 роках — Большого театру у Москві; у 1935—1955 роках — знову Грузинського театру опери та балету, де з 1945 по 1949 рік обіймав також посаду художнього керівника. Член ВКП(б) з 1946 року.
Водночас із творчою діяльністю з 1946 року викладав у Тбіліській консерваторії (професор з 1958 року). Серед учнів Зураб Анджапарідзе, Нодар Андгуладзе, Володимир Лосицький, Зураб Соткілава.
Помер у Тбілісі 29 листопада 1973 року.

## Творча діяльність
Виконав партії:
- Тарієль («Сказання про Тарієля» Шалви Мшвелідзе);
- Абесалом, Малхаз («Абесалом та Етері», «Даїсі» Захарія Паліашвілі);
- Герман («Винова краля» Петра Чайковського);
- Левко, Григорій («Травнева ніч», «Царева наречена» Миколи Римського-Корсакова);
- Радамес («Аїда» Джузеппе Верді);
- Хозе («Кармен» Жоржа Бізе);
- Отелло («Отелло» Вільяма Шекспіра);
- Каварадосі, Рудольф («Тоска», «Богема» Джакомо Пуччіні);
- Каніо («Паяци» Руджеро Леонкавалло).

В 1930-х роках з успіхом гастролював в Україні.

## Відзнаки
премії
- сталінська премія (1947; за виконання заголовної партії в опері «Сказання про Таріеля»)[5];
- державна премія Грузинської РСР імені Захарія Паліашвілі (1973)[4];

ордени
- орден Трудового Червоного Прапора (14 січня 1937);
- два ордени Леніна (1946; 1950[6]);

почесні звання
- народний артист Грузинської РСР (1941);
- народний артист СРСР (1950)[2].